# Franz Josef Ivanovich Ruprecht
Franz Josef Ivanovich Ruprecht (Praga, 1 de novembro de 1814 – São Petersburgo, 4 de agosto de 1870) foi um botânico austríaco.